# 大钦岛乡
大钦岛乡，是中华人民共和国山東省烟台市蓬莱区下辖的一个乡镇级行政单位。

## 行政区划
大钦岛乡下辖以下地区：
北村、东村、小浩村和南村。

## 人口
2010年中国第六次人口普查时，大钦岛乡共有人口3801人。共有家庭1435户，平均每户2.56人。14岁以下的少年儿童共462人，占总人口12.15%；15-64岁人口共2752人，占总人口72.40%；65岁及以上的老年人共587人，占总人口的15.44%。男性共计1956人，占总人口51.46%；女性共计1845，占总人口48.53%。本地居住的人口中，拥有本地户籍的人口为3414人，占89.81%。